# Ctenophorus slateri
Ctenophorus slateri — вид ігуаноподібних ящірок родини агамових (Agamidae). Ендемік Австралії. Вид названий на честь австралійського герпетолога Кена Слейтера.

## Поширення і екологія
Ctenophorus slateri поширені на півночі Австралії, від регіону Кімберлі в Західній Австралії до гори Айза в Квінсленді, від Арнемленда на Північній Території до гір Масгрейв на півночі Південної Австралії. Вони живуть в кам'янистих місцевостях, серед скель.